# Philonotis osterwaldii
Philonotis osterwaldii là một loài rêu trong họ Bartramiaceae. Loài này được Warnst. mô tả khoa học đầu tiên năm 1905.